# KAGRA

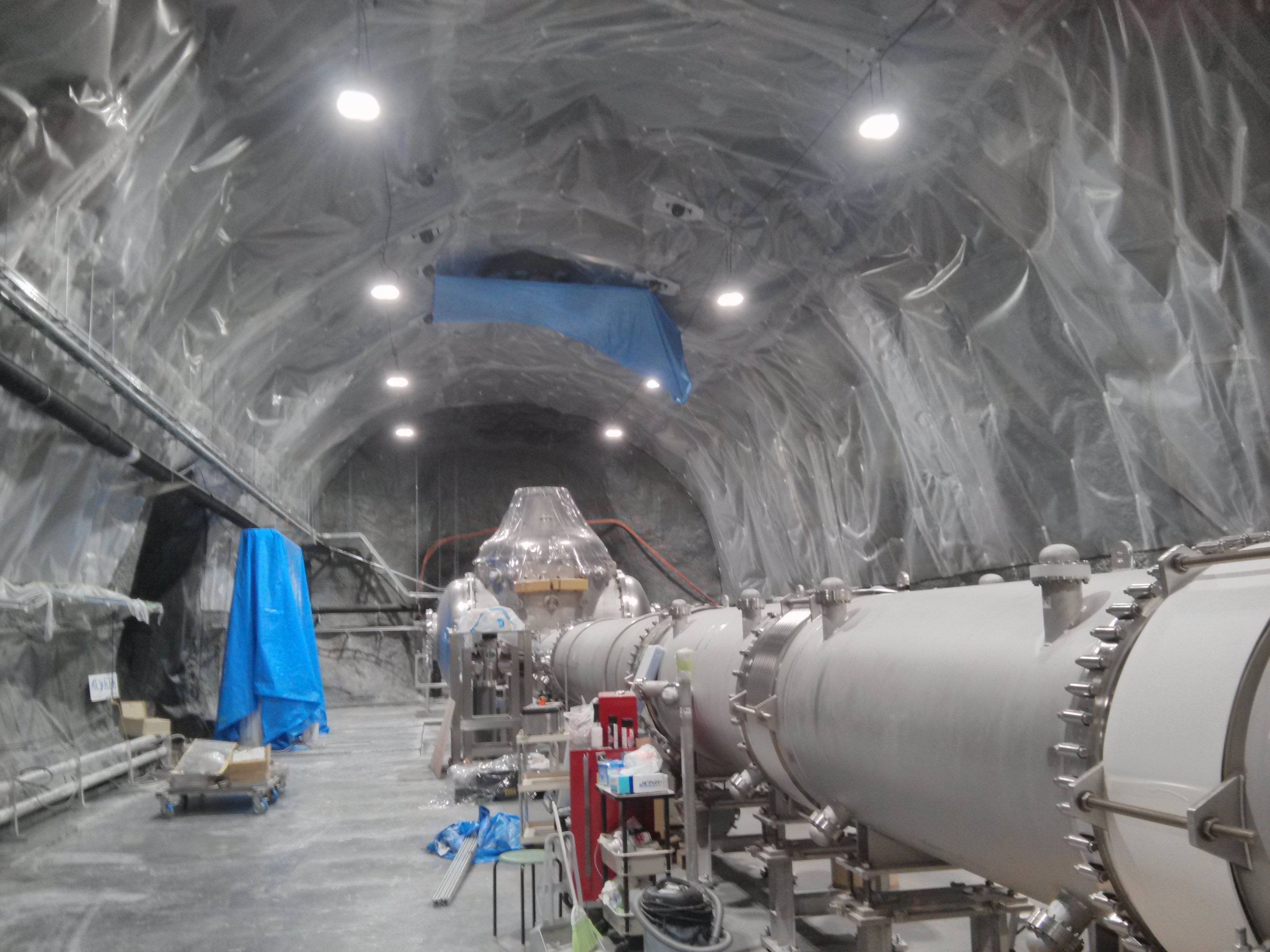
Výstavba detektoru KAGRA (2015)

Kamioka Gravitational Wave Detector (KAGRA) dříve známý jako Large Scale Gravitational Wave Telescope (LCGT) je japonský interferometrický detektor gravitačních vln zprovozněný roku 2020.
Projekt Institutu pro výzkum kosmického záření (ICRR) z Tokijské univerzity je zaměřený na pozorování gravitačních vln. Institut ICRR byl založen v roce 1976 za účelem studia kosmického záření, projekt detektoru Large Scale Gravitational Wave Telescope byl schválen 22. června 2010. V lednu 2012 získal projekt nové jméno KAGRA, v němž představují písmena "KA" umístění detektoru v lokalitě Kamioka a "GRA" představuje gravitaci a gravitační záření.
Dva prototypy detektorů byly postaveny za účelem vývoje technologií potřebných pro detektor KAGRA. První, TAMA 300 byl umístěn v lokalitě Mitaka v Tokiu a provozován do roku 2008, prokázal proveditelnost projektu KAGRA. Druhý, CLIO je v provozu v podzemí poblíž umístění detektoru KAGRA a testují se na něm kryogenní technologie kryogenní technologie pro projekt KAGRA.
KAGRA má dvě ramena dlouhá 3 kilometry, která tvoří laserový interferometrický detektor gravitačních vln. Je postaven v místě observatoře Kamioka poblíž proslulých neutrinových experimentů (Super-KAMIOKANDE). Výkopové práce na tunelech pro detektor byly dokončeny 31. března 2014.
KAGRA bude detekovat vlny z binárních neutronových hvězd v okruhu asi 240 Mpc. Očekávaný počet detekovaných událost za rok dosahuje dvou nebo tří událostí. Pro dosažení požadované citlivosti, budou použity stávající nejmodernější techniky, které používají i detektory LIGO a VIRGO (nízkofrekvenční systém izolace vibrací, vysokoenergetický laserový system, Fabryho-Pérotovy dutiny a tak dále), ale navíc bude umístěn v podzemí a bude mít kryogenní zrcadla.
Výstavba detektoru KAGRA zaznamenala několik zpoždění. Rané plány počítaly se zahájením výstavby v roce 2005 a pozorování v roce 2009 , ale nyní je pravděpodobné, že detektor bude uveden do provozu v roce 2018. Přebytek vody v tunelech způsobil značné prodlevy ve výstavbě v letech 2014 a 2015.
Počáteční provoz ("iKAGRA") s pokojovou teplotou měl začít v prosinci 2015. "Základní" plánovaný kryogenní provoz ("bKAGRA") by měl začít několik let později.